# 阿吉拉尔德坎波奥
阿吉拉尔德坎波奥，是西班牙卡斯蒂利亚-莱昂帕伦西亚省的一个市镇。 总面积237平方公里，总人口7435人（2001年），人口密度31人/平方公里。